# Shaghab
Shaghab (arab. ‏شغب‎), znana również jako Umm al-Muktadir (matka Al-Mutkadira) oraz al-Sayyida (zm. 933 roku w Bagdadzie) – matka osiemnastego kalifa Abbasydów Al-Muktadira i konkubina kalifa Al-Mu’tadida.

## Życiorys
Shaghab pochodziła z greckiego cesarstwa Bizantyjskiego. Pierwotnie była niewolnicą Umm Qasim, córki Muhammada ibn Abdallaha ibn Tahira, gubernatora Bagdadu z dynastii Tahirydów w latach 851–867. W pewnym momencie, który nie został odnotowany, dołączyła do haremu Al-Mu’tadida i została jego konkubiną. W 895 roku została uwolniona z niewoli (umm al-walad) i otrzymała imię Shaghab ("burzliwa").
Shaghab miał wpływ na dworze, zwłaszcza po śmierci pierwszej żony Al-Mu’tadida, księżniczki Qatr al-Nada, która pewnego dnia zagroziła, że odetnie jej nos. Podczas gdy Al-Muktafi (r. 902–908) pozostał pierwszym spadkobiercą, powszechnie oczekiwano, że jej syn obejmie władzę, ponieważ Al-Muktafi był chorowity. Aktywnie wspierała także kariery swojej rodziny: siostry Khatif, brata Ghariba al-Khala i siostrzeńca Haruna.
Kiedy Al-Mu’tadid zmarł, a kalifem został Al-Muktafi, al-Muktadir stał się celem różnych intryg pałacowych, ale Szaghab mogła liczyć na oddanie starego ghilmana al-Mu’tadida jego potomstwu, który odpędzał wszelkie niebezpieczeństwa grożące jej synowi.

### Proces
Ciężkie ograniczenia ekonomiczne tylko przyniosły więcej nieposłuszeństwa ze strony armii. Al Muqtadir zażądał pomocy od swojej matki, która była chora i odmówiła mu pomocy. Kalif wyszedł i stawił czoła rebeliantom, ale został brutalnie zabity przez ich miecze. Jej adoptowany syn Al-Kahir został intronizowany. Nowy niewdzięczny kalif nie pamiętał dobroci swojej macochy, która wychowała go ze swoim synem i uratowała przed śmiercią i wygnaniem. Obwinił ją o śmierć swojej matki Fitny, a jego pierwszą decyzją było znęcanie się nad rodziną zmarłego przyrodniego brata. Shaghab i jej były agent Um Musa zostali aresztowani.
Shaghab została postawiona przed sądem, gdzie sędziowie odczytali zarzuty na głos. Nigdy wcześniej w kalifacie nie wydarzyło się nic podobnego. Nowy kalif poprosił Shaghab o ujawnienie miejsca ukrycia jej bogactwa. Odrzuciła roszczenia, mówiąc, że wszelkie pieniądze, które posiadała, zostałyby wykorzystane na uratowanie jej syna. Shaghab spędziła ostatnie dni w więzieniu i zmarła w 933 roku z powodu nadmiernych tortur.